# Beni Oulbane
Beni Oulbane (în arabă بنى ولبان) este o comună din provincia Skikda, Algeria.
Populația comunei este de 25.074 de locuitori (2008).